# Тома Мюние
Тома Мюние е белгийски професионален футболист, който играе като десен бек за Лил и националния отбор по футбол на Белгия.
Мюние започва кариерата си през 2009 г. в тима на Виртон, след което преминава в редиците на Клуб Брюж.
През 2016 г. се трансферира в ПСЖ и с този състав печели 3 титли в Лига 1 и 3 Суперкупи на Франция.
Дебютира за белгийския национален отбор по футбол през 2013 г. и с него достига трето място в турнира Световно първенство по футбол 2018.

## Постижения

### Клубни
Клуб Брюж
- Белгийска Про Лига (1) : 2015/16
- Купа на Белгия (1): 2014/15

 ПСЖ
- Лига 1 (3) : 2017/18, 2018/19, 2019/20
- Купа на Франция (1) : 2017/18
- Купа на Лигата на Франция (2) : 2016/17, 2017/18
- Суперкупа на Франция (3) : 2016, 2017, 2019

 Белгия
- Световно първенство по футбол бронзов медал: 2018